# San Giovanni in Croce
San Giovanni in Croce é uma comuna italiana da região da Lombardia, província de Cremona, com cerca de 1.539 habitantes. Estende-se por uma área de 16 km², tendo uma densidade populacional de 96 hab/km². Faz fronteira com Casteldidone, Gussola, Martignana di Po, Piadena, Solarolo Rainerio.

## Momunentos
- Teatro municipal Cecília Gallerani
- Villa Medici del Vascello

## Demografia
| Variação demográfica do município entre 1861 e 2011                               |
|                                                                                   |
| Fonte: Istituto Nazionale di Statistica (ISTAT) - Elaboração gráfica da Wikipedia |